# Ulla Håkansson
Ulla Håkansson (n. 9 noiembrie 1937, Motala, Comitatul Östergötland, Suedia) este o sportivă ce a reprezentat Suedia, medaliată olimpică. A participat la 4 ediții ale Jocurilor Olimpice (1972, 1984, 1988, 1996) în care a câștigat o medalie de bronz.